# Community Reinvestment Act
Der Community Reinvestment Act (kurz CRA) ist ein Bundesgesetz in den USA, das seit den 1970er Jahren so genanntes Redlining, also die Beschränkung von Kreditangeboten auf wohlhabende Wohngegenden bzw. Schichten, vermeiden soll. Der CRA wurde 1977 unter Präsident Jimmy Carter beschlossen und seitdem mehrmals geändert. 
Vor allem die Änderungen unter Präsident George H. W. Bush, Bill Clinton und George W. Bush waren in den USA im Kontext der Finanzkrise 2007 in der Diskussion, da Banken ermutigt worden seien, Kredite an kreditunwürdige Schuldner zu vergeben. Ökonomen wie Paul Krugman widersprachen dem. Nach Professor Michael S. Barr stammte nur ein Viertel der Subprime-Hypotheken von Finanzinstituten, die dem CRA voll unterlagen. Die schlimmsten Exzesse habe es bei den Finanzinstituten gegeben, die am wenigsten unter Aufsicht standen. Einer Studie von Traiger & Hinckley LLP zufolge haben Finanzinstitute, die dem CRA unterlagen, weniger Subprimekredite vergeben als nicht dem CRA unterliegende Konkurrenten. Ähnliche Stellungnahmen kamen von Ökonomen der US-Notenbank und von der Federal Deposit Insurance Corporation.
In Anhörungen des US-Repräsentantenhauses im Februar 2008 wurde ermittelt, dass nur ein Bruchteil der in den USA vergebenen Subprime-Hypotheken unter den CRA fielen, der Großteil davon ist unabhängig vergeben worden. Bei den unter CRA vergebenen Krediten hat es zudem eine geringere Ausfallrate gegeben als bei den frei vergebenen. Zwischen dem Eigenheimförderprogramm der US-Regierung und der Finanzkrise gab es keinen kausalen Zusammenhang. Auch Luci Ellis von der Bank für internationalen Zahlungsausgleich (BIZ) kommt in ihrer Studie The housing meltdown: Why did it happen in the United States? zu dem Ergebnis, dass der CRA nicht die Ursache für die Finanzkrise gewesen sei.